# A Cartoon Network műsorblokkjainak listája
Ez a cikk a Cartoon Network televízióadó által sugárzott műsorblokkokat listázza, a bennük vetített műsorokkal

## Jelenlegi műsorblokkok

### Délutáni móka a Cartoon Networkkel
Hétköznap délutánonkén jelentkezik, a csatorna legnépszerűbb műsoraival.
Műsorai: Pindúr Pandúrok, Gumball csodálatos világa, Tini titánok, harcra fel!

### Tini Titánok harcra fel! Indul a buli!
Csak a Tini titánok harcra fel!-t sugárzó blokk

### Toony Tube
Hétvégi programblokk melynek Toony a házigazdája. A blokk műsorai változóak.

### Maraton Mix
Korábban iskolaszünetekben jelentkezett.
Műsorai: Clarence, Gumball csodálatos világa, Johnny Test , Kalandra fel!, Nagyfater bátyó, Pindúr Pandúrok, Steven Universe, Tini titánok, harcra fel!, Totál Dráma Akció, és továbbiak.

## Megszűnt műsorblokkok

### Cartoon Network Mozi
Filmeket és különkiadásokat sugárzó blokk, szinte minden adásváltozat műsorrendjében szerepel. Jellemzően hétvégén kerül adásba.

### Cartoon Toon Toon
A közép- és kelet-európai, az oroszországi–délkelet-európai, a lengyel és a holland adás műsorblokkja, melyben dupla részekkel mennek a zömében korábbi, vagy kevésbé népszerű sorozatok. Egy kevéssé nézett műsorsávban, jellemzően hétköznap délelőtt sugározzák. A Cartoon 60 utódja. Létezik egy kibővített, kétszeres adásidővel rendelkező változata, a Cartoon Toon Toon XL is, amely ugyanazokat a sorozatokat vetíti, mint a közönséges Cartoon Toon Toon.
Műsorai: Angelo rulez, Bakugan szörny bunyósok, Bakugan: Új Vestroia, Bakugan: A gundaliai megszállók, Batman: A bátor és a vakmerő, Bátor, a gyáva kutya, Ben 10, Ben 10 és az idegen erők, Beyblade: Metal Fusion, Billy és Mandy kalandjai a kaszással, Boci és Pipi, Chowder, Dexter laboratóriuma, Ed, Edd és Eddy, Eliot Kid, Én vagyok Menyus, A Garfield-show, Generátor Rex, A Görcs ikrek, Hero 108, Inazuma Eleven, Jelszó: Kölök nem dedós, Johnny Bravo, Johnny Test, Kalandra fel!, Kedvenc Ed, Mizújs, Scooby-Doo?, Nyomi szerencsétlen utazásai, Pindúr pandúrok, Saolin leszámolás, Scooby-Doo és a 13 szellem, Scooby-Doo, merre vagy?, Scooby-Doo: Rejtélyek nyomában, A Scooby-Doo-show, Szamuráj Jack, Szombaték titkos világa, Tini titánok, Totál Dráma Sziget, Villámmacskák, Zöld Lámpás

### Laughternoons
A brit–ír Cartoon Networkön indult útjára 2011 nyarán. Jelenleg az ázsiai és az ausztrál CN-en látható. Vígjátéksorozatokat sugároznak benne, olykor premiertartalmakat is.
Műsorai: Angelo rulez, Chowder, Clarence, Gumball csodálatos világa, Harry Hill's TV Burp, Johnny Test, Kalandra fel!, Mr. Bean, Nagyfater bátyó, Nyomi szerencsétlen utazásai, Parkműsor, Steven Universe, Tini titánok, harcra fel!

### Péntek esték Scooby-val
Péntek esténként jelentkező blokk, amelyben egy Scooby-Doo újabb kalandjai részt sugároznak minden alkalommal.

### Ben TV
2010 nyarán az európai CN-változatokon sugárzott blokk, melyben az akkor legnépszerűbb sorozatokat adták.
Műsorai: Ben 10, Fosterék háza képzeletbeli barátoknak, Chowder, Nyomi szerencsétlen utazásai és továbbiak

### Cartoon 60
Az európai CN-változatok blokkja, melyben a rajzfilmsorozatok epizódjai egy órán keresztül adásban voltak. Utódja a Cartoon Toon Toon.
Műsorai: Bátor, a gyáva kutya, Ed, Edd és Eddy, Frédi és Béni, avagy a két kőkorszaki szaki, Fosterék háza képzeletbeli barátoknak, Jelszó: Kölök nem dedós, Johnny Test, Pindúr pandúrok, A Scooby-Doo-show, Tom és Jerry

### Cartoon Cartoon Fridays / Fridays
1999 és 2007 között jelentkezett az amerikai Cartoon Networkön. A Cartoon Cartoons-sorozatok új részeit adták benne.

### Cartoon Planet
Az azonos című show alapján 2012-ben indult, egyesült államokbeli műsorblokk, melyben zömében klasszikus, illetve rövid életű, kortárs rajzfilmek tértek vissza.
Műsorai: Billy és Mandy kalandjai a kaszással, Bátor, a gyáva kutya, Boci és Pipi, Chowder, Ed, Edd és Eddy, Én vagyok Menyus, Fosterék háza képzeletbeli barátoknak, A Garfield-show, Gatyás bagázs, Gonosz Con Carne, Gumball csodálatos világa, The High Fructose Adventures of Annoying Orange, Jelszó: Kölök nem dedós, Johnny Bravo, Johnny Test, László tábor, MAD, Nyomi szerencsétlen utazásai, Az osztálytársam egy majom, Robotomy, Secret Mountain Fort Awesome, Pindúr pandúrok, The Problem Solverz, Sidekick, Scaredy Squirrel, Tom és Jerry újabb kalandjai, Zord és Gonosz

### CN RangadÓra
A 2014-es Cartoon Network Fociakadémia alkalmából vetített összeállítás, amelyben az aktuális sorozatok sportos epizódjait vetítették.

### CN Real
Az amerikai Cartoon Network 2009-ben futó, élőszereplős próbálkozásokat tömörítő blokkja.
Műsorai: Bobb’e Says, BrainRush, Destroy Build Destroy, Dude, What Would Happen, The Othersiders, Survive This

### CN Reggeli Brancs
A csatorna reggeli blokkja, amely 2015 márciusában futott a közép- és kelet-európai hálózaton. Nagyfater bátyó volt a házigazdája. Elsősorban vígjátékok voltak a blokkban.

### DC Nation
2012. március 3. és 2014. május 14. között, hétvégi délelőttönként futott az amerikai Cartoon Networkön. Tartalmát DC Comics-sorozatok képezték.
Műsorai: Beware the Batman, Az igazság ifjú ligája, DC Nation Shorts, Tini titánok, harcra fel!, Zöld Lámpás

### Gumball Network
Az európai CN-változatok blokkja, melynek házigazdája Gumball, a Gumball csodálatos világa főszereplője. Vasárnap délutánonként jelentkezik.
Műsorai: Clarence, Dr. Dimenzi-naci, Gumball csodálatos világa, Johnny Test, Nagyfater bátyó, Tini titánok, harcra fel!

### Humorhaverok
2013 novemberétől sugározták a közép-kelet-európai és a lengyel Cartoon Networkön. Hétvégén délelőtt adták, itt mutatták be a Parkműsor új részeit.
Műsorai: Kalandra fel!, Parkműsor

### Nyári humorfesztivál
A közép- és kelet-európai, a lengyel, a német és a holland adás műsorblokkja, melyben a szünetelő műsorok térnek vissza. 2012 júliusában sugározták a nézői igények kielégítésére.
Műsorai: Bárány a nagyvárosban, Bátor, a gyáva kutya, Billy és Mandy kalandjai a kaszással, Boci és Pipi, Chop Socky Chooks, Dexter laboratóriuma, Ed, Edd és Eddy, Én vagyok Menyus, Fosterék háza képzeletbeli barátoknak, Gonosz Con Carne, A Görcs ikrek, Időcsapat, Johnny Bravo, Juniper Lee, Kedvenc Ed, László tábor, Nyomi szerencsétlen utazásai, Az osztálytársam egy majom, Pindúr pandúrok, Piri, Biri és Bori, Szamuráj Jack

### Miguzi
A Toonami társaként indult 2004. április 19-én az amerikai Cartoon Networkön.

### Pizza-esték Pizza Pityuval
Eredetileg az amerikai CN új részeket ismétlő programblokkja, amely 2015 májusában érkezett meg Európába.
Műsorai: Clarence, Dr. Dimenzi-naci, Gumball csodálatos világa, Johnny Test, Kalandra fel!, Nagyfater bátyó, Parkműsor, Steven Universe, Tini titánok, harcra fel!

### Viva Las Bravo
Johnny Bravo által vezetett blokk, melyet 2004-től 2006-ig adtak a közép- és kelet-európai Cartoon Networkön. A honlapon szavazás segítségével döntöttek a nézők, melyik műsort szeretnék aznap látni.

### Zokni TV
2009 és 2011 nyarán sugározták az európai Cartoon Networkökön. A reklámszünetekben zoknibábok szórakoztatták a nézőket.
Műsorai: Ben 10: Ultimate Alien, Chowder, Fosterék háza képzeletbeli barátoknak, Hero 108, Nyomi szerencsétlen utazásai és továbbiak